# Mickey & Minnie's Runaway Railway
Mickey & Minnie's Runaway Railway est une attraction de type parcours scénique située au parc Disney's Hollywood Studios (Bay Lake, États-Unis) et à Disneyland. Basée sur la série télévisée Mickey Mouse, il s'agit de la première attraction de parc Disney entièrement consacrée au personnage éponyme.
L'attraction est présentée pendant la conférence de Walt Disney Parks and Resorts à la convention D23, en juillet 2017, en tant que l'une des quatre prochaines attractions à ouvrir au complexe Walt Disney World.
Le 19 avril 2019, il est officiellement annoncé qu'une version pour le parc Disneyland est prévue pour 2022. Le projet est repoussé à cause de la pandémie de Covid-19, mais le 15 novembre 2021, le président de Disney Parks, Experiences and Products Josh D'Amaro annonce un remodelage de la zone Mickey's Toontown et l'arrivée de la nouvelle attraction pour 2023. L'attraction ouvre officiellement au public le 27 janvier 2023.

## Description
Mickey & Minnie's Runaway Railway est une attraction scénique. Elle met à profit une technologie de cinéma en relief sans lunettes, décrite comme de la « 2,5-D », ainsi que des audio-animatronics.
Le train entraînant les visiteurs est en réalité un ensemble de véhicules sans rail positionnés à la file indienne et pouvant se séparer des autres pour effectuer chacun un parcours prédéfini. On retrouve en véhicule de tête une locomotive conduite par Dingo.
L'attraction présentent Mickey et Minnie organisant un pique-nique. Ils sont sur la route lorsqu'ils croisent Dingo, à la manœuvre d'un train. Les visiteurs traversent l'écran, se retrouvant dans le train conduit par Dingo, pour une aventure qui va devenir hors de contrôle. Des concepts art ont été présentés dans l'attraction One Man's Dream à partir du 18 septembre 2017 avec les maquettes de Toy Story Land et de Star Wars: Galaxy's Edge .

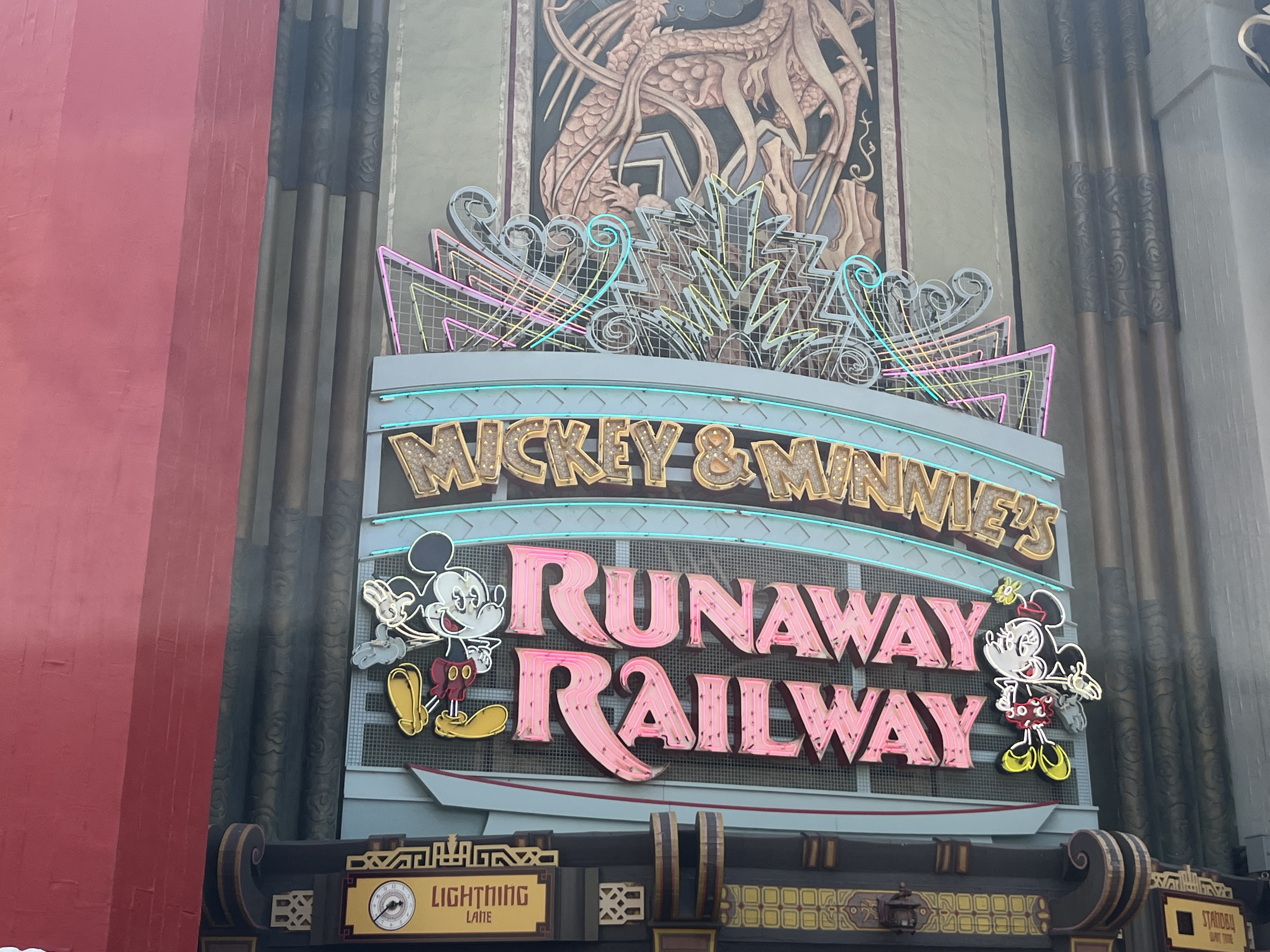
Enseigne de l'attraction aux Disney's Hollywood Studios.

Au parc Disney's Hollywood Studios, l'attraction remplace The Great Movie Ride, qui a fermé le 13 août 2017. En plus de proposer une place suffisante, si le bâtiment de The Great Movie Ride a été choisi pour l'attraction à Disney's Hollywood Studios, c'est aussi pour la séquence d'entrée reproduisant (de l'extérieur comme de l'intérieur) le Chinese Theater. En effet, c'est au Chinese Theater en 1931 que l'avant première du court métrage Mickey Steps Out eu lieu. Ce qui permet de créer un lien historique entre la reproduction du Chinese Theater du parc, et l'attraction.

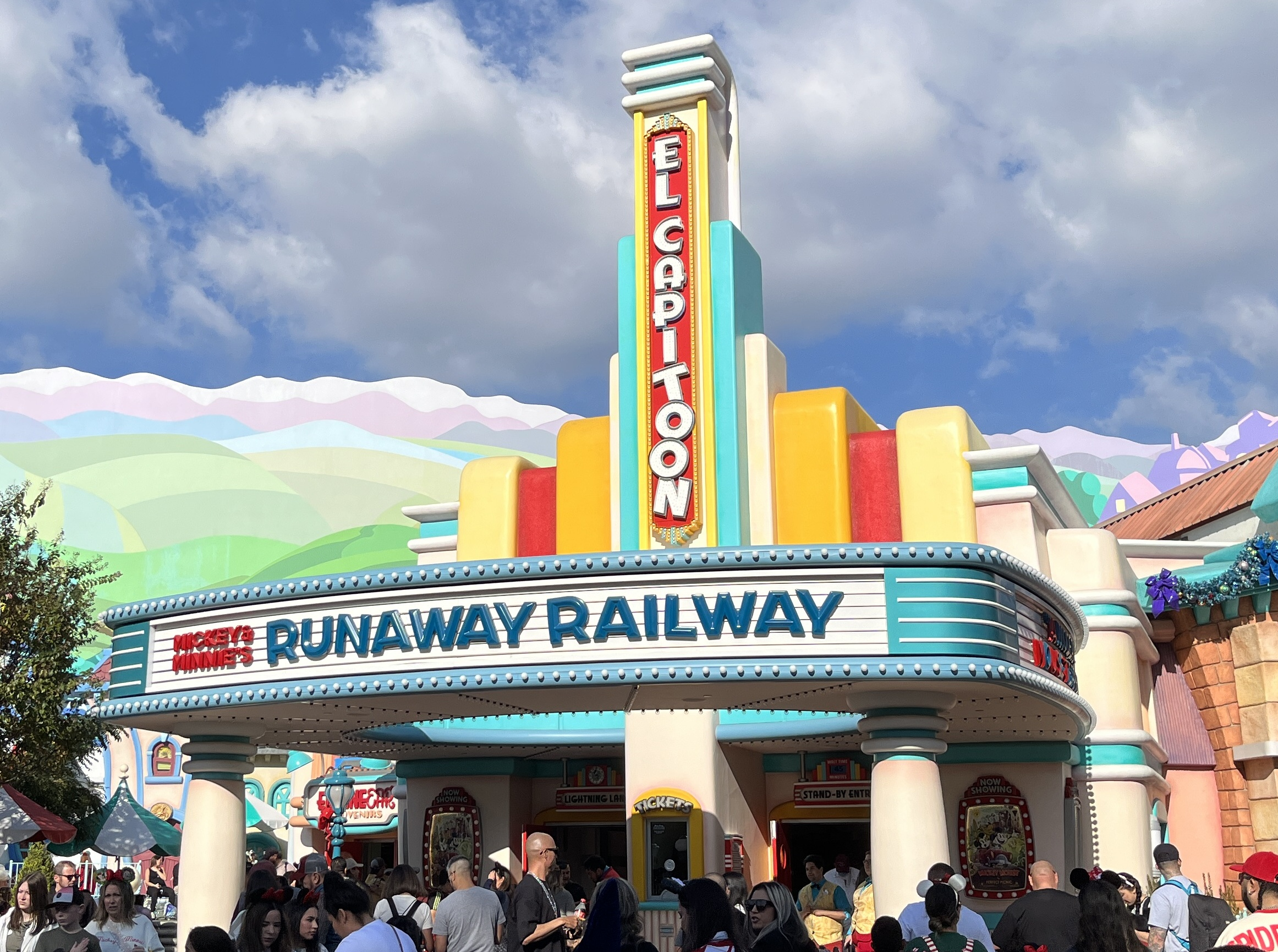
Entrée de l'attraction à Disneyland.

Au parc Disneyland, l'attraction est construite à la place d'anciens bâtiments de maintenance au cœur de la zone Mickey's Toontown, derrière la façade du El CapiTOON Theater, nom qui fait référence au El Capitan Theatre d'Hollywood (propriété de Disney).
Les véhicules sont peints avec une peinture spéciale qui s'adapter aussi bien en lumière "blanche", qu'en lumière noires.

## Détails
- Ouverture : 4 mars 2020 (Walt Disney World Resort) et 27 janvier 2023 (Disneyland Resort)
- Conception : Walt Disney Imagineering
- Durée du parcours :  NC
- Nombre d'audio-animatronics : 10
- Type d'attraction : parcours scénique
- Véhicules : train trackless (sans rail) d'une capacité de 32 personnes, avec 4 wagon de 8 personnes chacun.
- Situation : 28° 21′ 22″ N, 81° 33′ 38″ O (Walt Disney World) et 33° 48′ 58″ N, 117° 55′ 08″ O (Disneyland Resort)

### Détail des scènes
Attention, la description qui suit concerne la version des Disney's Hollywood Studios, la version de Disneyland présentera probablement des différences.
La file d'attente met en avant l'histoire de Mickey Mouse au fil des années, les visiteurs sont ensuite amenés à entrer dans une salle de projection pour voir le court métrage Mickey Mouse in a Perfect Picnic mettant en scène Mickey et Minnie partant en voiture pour un pique nique au parc. Sur la route, ils croisent Dingo à bord de son train. Un événement se produira durant ce pré show, et les visiteurs traversent l'écran pour se retrouver alors à l'embarquement du train.
Une fois à bord du train, ce dernier démarre et traverse alors le parc avant de pénétrer dans un tunnel, c'est dans ce dernier que les visiteurs croisent Mickey et Minnie dans leur voiture.
La scène suivante représente une fête foraine où Mickey, Minnie, et les visiteurs, seront pris dans une tornade. Une fois la tornade terminée, les visiteurs se retrouvent dans un endroit désertique, séparés du reste des autres wagons du train (chaque véhicule est indépendant). Les visiteurs sont alors pris dans le courant d'une rivière débouchant sur une cascade, des effets d'eau sont utilisés pour renforcer l'immersion. 
À la suite de cela, le train tombe dans un grand tuyau de drainage menant jusqu'à la ville. Les visiteurs entreront aussi dans une salle de cours de danse menés par Daisy, les wagons dansent alors en rythme (à la manière de l'attraction Luigi's Rollickin’Roadsters).
Le train poursuit ensuite sa route dans une ruelle, et entrera dans une usine, les visiteurs sont à quelques instant d'entrer dans un four à pleine puissance lorsque Mickey et Minnie viennent les sauver.
Le danger passé, la scène suivante représente Pluto, Mickey, et Minnie, en train de pique niquer au parc. 
Le train arrive alors en gare, et les visiteurs descendent de ce dernier. À la suite de quoi ils sont amenés à entrer une salle de cinéma, probablement pour quitter le monde des cartoons et revenir à la réalité.

### La musique et les effets sonores de l'attraction
La musique de l'attraction a été spécialement créée pour cette aventure, elle a été composée par Christopher Willis, et jouée par un orchestre de 65 musiciens. Le sifflement de la locomotive du train fou de Dingo est le même que celui du célèbre Steamboat Willie de 1928. De plus, la majorité des effets sonores ont été enregistrés directement en studio, (et non pas réalisés numériquement) afin de rendre hommage à Jimmy MacDonald, créateur du département des effets sonores de Walt Disney Pictures.
Les personnages dans l'attraction ont été doublés par Chris Diamantopoulos pour Mickey Mouse, Russi Taylor / Kaitlyn Robrock pour Minnie Mouse, Tony Anselmo pour Donald Duck, Bill Farmer pour Dingo et Pluto, Jim Cummings pour Pat Hibulaire et Tress MacNeille pour Daisy Duck.